# Jehuda Pen
Jehuda Pen (jidiš: יודל פּען - Yudl Pen, Zarasai, 1854. – Vitebsk, 1937.) bio je židovsko-bjeloruski umjetnik - slikar, učitelj i izvanredan lik židovske renesanse u ruskoj i bjeloruskoj umjetnosti početkom 20. stoljeća. Pen je, nedvojbeno, najznačajniji židovski slikar u Ruskom Carstvu, čiji je uspjeh paralelan doprinosu Marka Antokolskoga na području skulpture.
Jehuda Pen rođen je 24. svibnja 1854. u gradu Novoaleksandrovsku (danas Zarasai, Litva, također poznat kao Ezhereni na jidišu). Od 1867. radio je kao slikar pripravnik u Dvinsku (danas Daugavpils, Latvija). Godine 1879. preselio se u Sankt Peterburg i 1880. studira na Akademiji umjetnosti. Studirao je kod P. Čistjakova. Nakon završene Akademije 1886. odlazi u Dvinsk i Rigu.
Godine 1891. nastanio se u Vitebsku, a godinu dana kasnije otvorio prvu privatnu školu za crtanje i slikanje u Ruskom Carstvu - Židovsku umjetničku školu. Njegovi učenici bili su i: Ilja Mazel, Jefim Minin, Oskar Meščaninov, Marc Chagall, Ossip Zadkine, Leon Gaspard i El Lissitzky.
Godine 1927., Pen je dobio čin zaslužnoga židovskoga umjetnika.
Ubijen je kod kuće u Vitebsku 1937. Okolnosti njegova ubojstva ostaju nepoznate. 
Nakon smrti, njegova djela izložena su u galeriji u Vitebsku. Danas se nalaze u radovi Muzeju umjetnosti u Vitebsku i Nacionalnom muzeju umjetnosti Bjelorusije u Minsku.

## Galerija nekih njegovih djela
- Ulica u Vitebsku
- Izrađivač satova
- Razvod
- Talmudist